# Kingston upon Thames
El Royal Borough of Kingston upon Thames es un municipio de Londres en el suroeste de Londres, Inglaterra. La ciudad principal es Kingston upon Thames y el municipio incluye Surbiton, Chessington, New Malden, Tolworth y parte de Worcester Park. Es el más antiguo de los cuatro Royal Boroughs en Inglaterra. Los otros son Kensington y Chelsea y Greenwich también en Londres y Windsor y Maidenhead. La autoridad local es el Consejo del Municipio londinense de Kingston upon Thames.
Limita, al oeste y al norte, con el municipio de Richmond upon Thames, al noreste con el Wandsworth y al este con los municipios de Merton y Sutton. Limita al suroeste con el condado de Surrey. Kingston está situado a la orilla del río Támesis.
En Kingston Upon Thames vive el famoso actor Tom Holland, el cual interpreta a Spider-Man en las películas Spider-Man: Homecoming, Spider-Man: lejos de casa, Spider-Man: No Way Home y Capitán America: Civil War, y también protagonizó o participó en otras películas como Lo Imposible.

## Historia

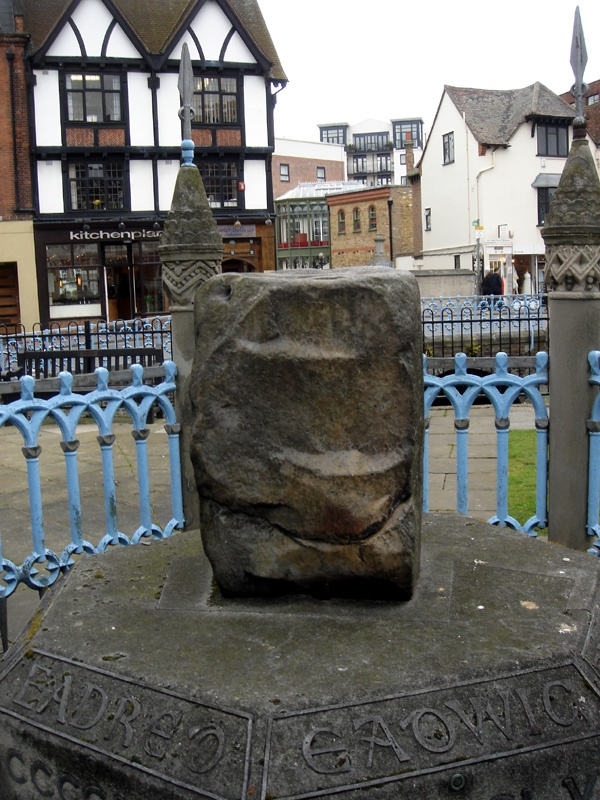
La piedra donde los reyes sajones de Inglaterra fueron coronados.

El nombre de Kingston vino del inglés antiguo King’s Tun (español: Tierra del Rey). Hay una piedra en la villa donde los reyes sajones de Inglaterra fueron coronados.
- Eduardo el Viejo (900)
- Athelstan (925)
- Edmundo I de Inglaterra (940)
- Edred (946)
- Edwy el Bello (955)
- Eduardo el Mártir (971)
- Etelredo II el Indeciso (978)

En el Libro Domesday, Kingston tenía cinco molinos y una población de 1500 habitantes. Durante la Edad Media, Kingston era un puerto, porque era más rápido el transporte por río. En el siglo XIII Kingston tuvo su primera fiesta, y en 1351 el rey Eduardo III de Inglaterra le otorgó el derecho a tener dos fiestas por año. En 1555, Kingston ganó una tercera fiesta.
La villa tuvo plagas en 1625 y 1636. Durante la mayor parte de la Guerra Civil inglesa, Kingston fue gobernado por las tropas del proparlamentario puritano Oliver Cromwell, pero sus habitantes ayudaban la causa del rey Carlos I de Inglaterra. En 1855 Kingston perdió dos de sus fiestas.

## Demografía
En el censo de 2001 Kingston tuvo una población de 147 273: 124 392 blancos (111 810 británicos), 11 466 asiáticos,  3357 mestizos, 2309 negros, 2026 chinos y 3723 habitantes de otras etnias.

## Distritos
- Alexandra
- Berrylands
- Canbury
- Chessington
- Coombe
- Hook
- Kingston upon Thames
- Kingston Vale
- Malden Rushett
- Motspur Park
- New Malden
- Norbiton
- Old Malden
- Seething Wells
- Surbiton
- Tolworth